# دکتر جکیل و بانوی مهربان
دکتر جکیل و بانوی مهربان (ایتالیایی: Dottor Jekyll e gentile signora) یک فیلم کمدی ایتالیایی به کارگردانی استنو است که در سال ۱۹۷۹ منتشر شد.

## بازیگران
- پائولو ویلاجیو
- ادویژ فنش
- جانریکو تدسکی
- گوردون میچل
- پائولو پائولینی

## کتابشناسی
- Curti, Roberto (2017). Italian Gothic Horror Films, 1970-1979. McFarland. ISBN 1476629609.